# 屠耆單于
屠耆单于（?—前56年），因匈奴語「屠耆」意為「賢」，名薄胥堂，又稱賢單于，為亞洲古匈奴的君主之一，他於前58年自立匈奴單于，打敗數位自立為單于的人。前56年兵敗，自殺身亡。
屠耆单于是薄胥堂握衍朐鞮单于从兄。宣帝神爵二年（前60年），担任日逐王。神爵四年（前58年），握衍朐鞮單于被呼韩邪单于击败自杀后，薄胥堂被左大且渠都隆奇等立为屠耆单单于，率兵数万击败呼韩邪，据有单于庭。五凤元年（前57年），擅杀右贤王父子、唯犁当户，引起内讧，呼揭王自立为呼揭单于，右奥鞬王自立为车犁单于，乌藉都尉自立为乌藉单于，与呼韩邪单于一起，形成五单于纷立局面。屠耆单于击败车犁、乌藉、呼揭三单于联合势力，重新强盛。五凤二年（前56年），亲自率骑兵六万攻打呼韩邪单于，兵败，自杀。其子右谷蠡王姑瞀楼头投奔汉朝。

## 子
- 都涂吾西，長子，前58年，屠耆单于封他為左谷蠡王，留守單于庭
- 姑瞀楼头，少子，前58年，屠耆单于封他為右谷蠡王，留守單于庭，前56年，屠耆单于自殺，姑瞀楼头和都隆奇逃亡归附汉朝

## 影視形象
- 2006年电视剧《昭君出塞》：高亚平饰演屠耆單于
- 2007年电视剧《王昭君》：丹巴饰演屠耆單于